# Gladwyn Jebb
Hubert Miles Gladwyn Jebb, Primer Baró de Gladwyn, més conegut com a Gladwyn Jebb (25 d'abril de 1900 - 24 d'octubre de 1996), fou un polític i diplomàtic britànic, fundador i primer secretari general de les Nacions Unides, càrrec que desenvolupà entre 1945 i 1946.
Fou també ambaixador britànic a França del 1954 al 1960.